# Le Poing dans la bouche
Le Poing dans la bouche est un récit autobiographique de Georges-Arthur Goldschmidt paru le 15 janvier 2004 aux éditions Verdier et ayant reçu la même année le Prix France Culture.

## Éditions
- Le Poing dans la bouche, éditions Verdier, 2004  (ISBN 2864324040)